# Hexathelidae
Hexathelidae Simon, 1892 è una famiglia di ragni appartenente all'infraordine Mygalomorphae.

## Caratteristiche
Questi ragni, insieme a quelli della famiglia Dipluridae, sono noti per la caratteristica forma ad imbuto della loro ragnatela e, fra le loro specie, ne annoverano alcune velenose per l'uomo, quali Atrax robustus. Sono di media taglia, il corpo è lungo da 1 a 5 centimetri, hanno colorazioni scure per tutto il corpo variando dal bruno fino al nero, con un carapace lucente che copre la parte anteriore del corpo. Hanno lunghe filiere ed occhi molto ravvicinati fra loro.
Come altri migalomorfi, hanno le zanne alquanto lunghe dirette verso il basso e le ghiandole velenifere fra i cheliceri.

## Comportamento
Paragonati alle vere tarantole sono piuttosto piccoli, comunque dovrebbero essere maneggiati con cautela perché è noto che i loro cheliceri penetrano unghie e scarpe molli, dando luogo a morsi alquanto pericolosi.
Dimorano tipicamente in cunicoli che sono costruiti nella terra o in scanalature degli alberi. L'ingresso del cunicolo è costruito con cura; infatti tessono una ragnatela a forma di imbuto e si appostano alla fine di esso per catturare la preda che vi è entrata incautamente. Frequentemente li si trova sotto abitazioni, pietre e nei pressi di tronchi. Sono attivi di notte.
Il loro habitat principale è la foresta pluviale, ma sono comunque ben adattati anche dal livello del mare alle montagne.

## Distribuzione
La maggior parte degli exathelidi è stata rinvenuta in Australia, Nuova Zelanda, Cile, Argentina e Asia.  

## Tassonomia
Fino al 1980 erano considerati una sottofamiglia del genere Dipluridae; uno studio dell'aracnologo Raven ha loro conferito il rango di famiglia a sé.
Attualmente, a novembre 2020, si compone di 7 generi, di cui 1 fossile, e 45 specie viventi:
- Bymainiella Raven, 1978 — Australia
- Hexathele Ausserer, 1871 — Nuova Zelanda
- Mediothele Raven & Platnick, 1978 — Cile
- Paraembolides Raven, 1980 — Australia
- Plesiothele Raven, 1978 — Tasmania
- Scotinoecus Simon, 1892 — Cile, Argentina
- Teranodes Raven, 1985 — Australia

### Generi trasferiti
- Atrax O. P-Cambridge, 1877[2] — Australia
- Hadronyche L. Koch, 1873[2] — Australia, Nuova Guinea
- Illawarra Gray, 2010[2] — Nuovo Galles del Sud (Australia)
- Macrothele Ausserer, 1871[3] — Africa, Europa, Asia
- Porrhothele Simon, 1892[4] — Nuova Zelanda

### Genere fossile
- †Rosamygale Selden & Gall, 1992 — ; (fossile, del Triassico), attribuito agli Hexathelinae

- †Rosamygale grauvogeli (Selden & Gall, 1992) ;

### Sinonimie
- Anepsiada Rainbow & Pulleine, 1918; posta in sinonimia con Hadronyche L. Koch, 1873 a seguito di uno studio dell'aracnologo Gray del 1988[1].
- Poikilomorpha Rainbow, 1914; posta in sinonimia con Atrax O. P.-Cambridge, 1877 a seguito di uno studio dell'aracnologo Gray del 1978[1].
- Pseudatrax Rainbow, 1914; posta in sinonimia con Hadronyche L. Koch, 1873 a seguito di uno studio dell'aracnologo Gray del 1988[1].
- Styphlopis Rainbow, 1913; posta in sinonimia con Hadronyche L. Koch, 1873 a seguito di uno studio dell'aracnologo Gray del 1988[1].

### Omonimie
- Terania Raven, 1980; genere riconosciuto in sinonimia con TeranodesRaven, 1985[1].